# Afrixalus dorsalis
Espèce
Synonymes
- Hyperolius dorsalis Peters, 1875
- Afrixalus dorsalis regularis Laurent, 1951
- Afrixalus dorsalis laciniosus Perret, 1960

Statut de conservation UICN

 LC  : Préoccupation mineure
Afrixalus dorsalis est une espèce d'amphibiens de la famille des Hyperoliidae.

## Répartition
Cette espèce est endémique du centre-Est de l'Afrique. Elle se rencontre en trois populations distinctes :
- de l'Est de la Sierra Leone à l'Ouest du Togo en passant par le Sud de la Guinée, le Liberia, le Sud de la Côte d'Ivoire et le Sud du Ghana ;
- de l'Ouest du Nigeria à l'extrême Ouest de la République démocratique du Congo en passant par l'Est du Cameroun, l'Ouest de la Guinée équatoriale, l'Ouest du Gabon et l'Ouest de la République du Congo ;
- dans l'ouest de l'Angola.

## Galerie

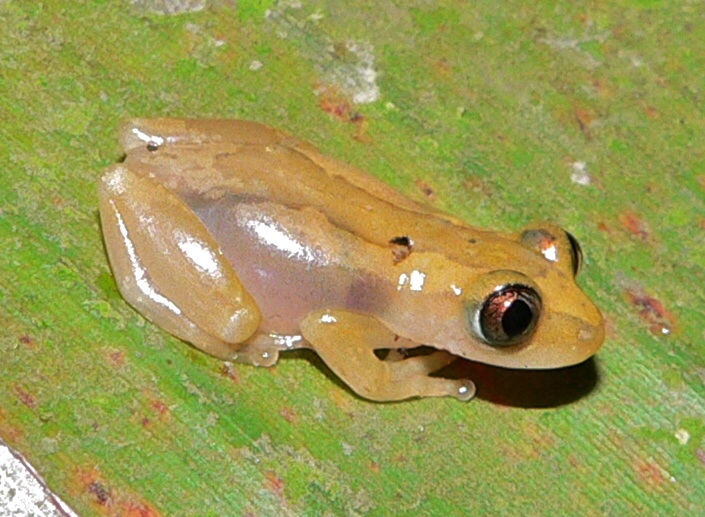
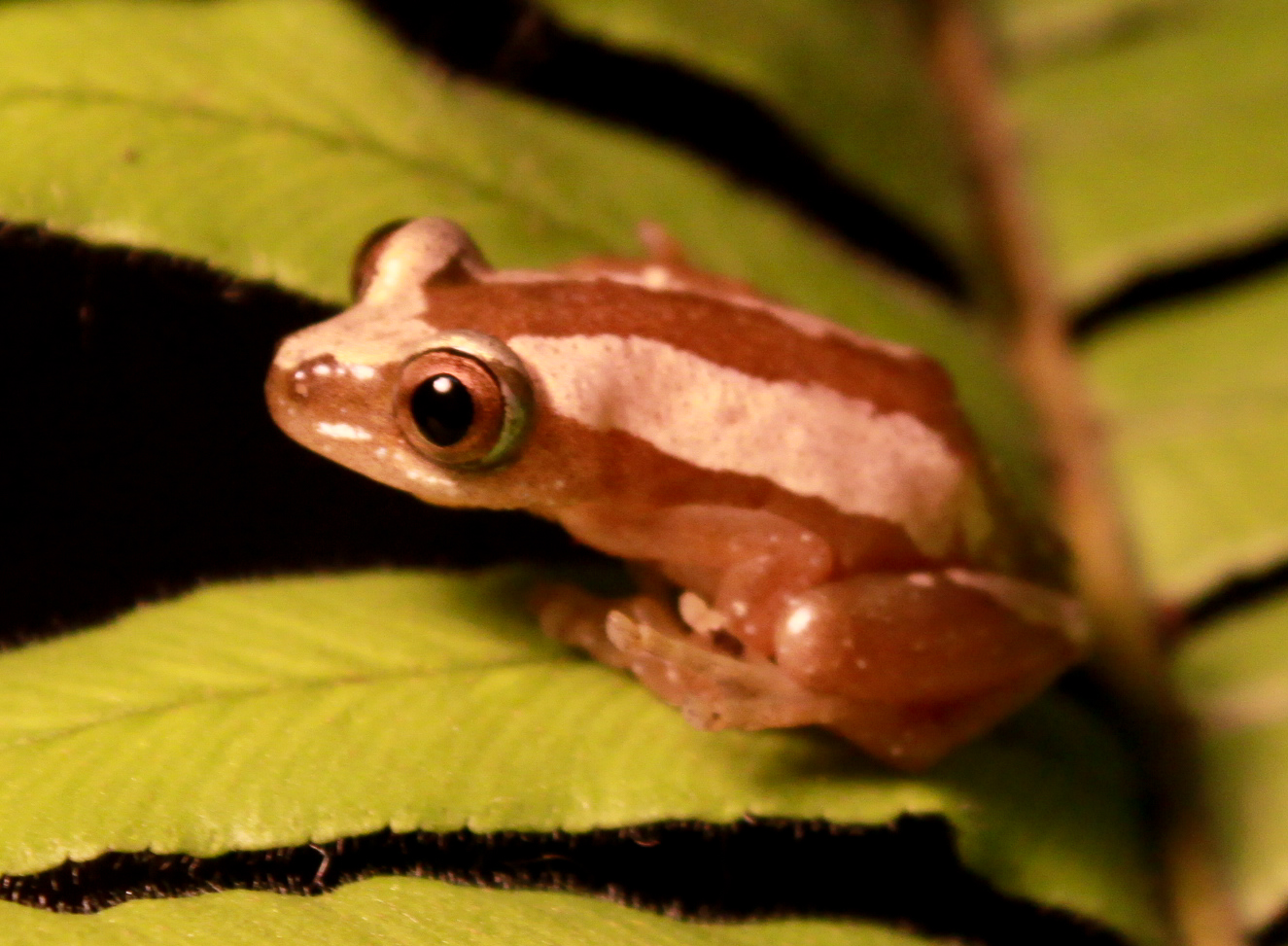

## Publication originale
- Peters, 1875 : Über die von Herrn Professor Dr. R. Buchholz in Westafrika gesammelten Amphibien. Monatsberichte der Königlich preussischen Akademie der Wissenschaften zu Berlin, vol. 1875, p. 196-212 (texte intégral).